# 蜘洲列岛
蜘洲列島是珠江口外萬山群島的重要組成部分，位於萬山群島的北部，包括大蜘洲、小蜘洲等島嶼，東西南北分別與外伶仃島、桂山島、萬山列島、香港諸島相望，隸屬於珠海市金灣區桂山鎮。大蜘洲島上有村落蜘洲村。